# کاخ مردکا
کاخ مردکا (به لاتین: Merdeka Palace) یک کاخ در اندونزی است که در جاکارتا واقع شده‌است.این کاخ یکی از شش کاخ ریاست جمهوری در اندونزی است. این مکان در ضلع شمالی میدان مردکا در جاکارتای مرکزی اندونزی واقع شده است و به عنوان محل اقامت رسمی رئیس جمهوری اندونزی مورد استفاده قرار می گیرد وپیش از آن اقامتگاه فرماندار هند شرقی هلند بود.